# Levnesovia
Levnesovia (podle ruského paleontologa Lva Nesova) byl rod ptakopánvého dinosaura z nadčeledi Hadrosauroidea, žijícího v období svrchní křídy (věk turon, před 94 až 90 miliony let) na území dnešního Uzbekistánu (souvrství Bissekty).

## Popis
Levnesovia byla zřejmě příbuzná rodu Bactrosaurus. Typový druh L. transoxiana byl formálně popsán a pojmenován v roce 2009. Druhové jméno se vztahuje názvu dávné oblasti zvané Transoxanie. Tento malý ornitopod dosahoval délky pouze 2 metrů a hmotnosti kolem 175 kilogramů. Podle paleontologa Thomase R. Holtze, Jr. však dosahoval délky kolem 6,1 metru.

## Paleoekologie
Levnesovia sdílela ekosystémy s mnoha dalšími organismy, včetně jiných dinosauřích taxonů. Mezi její hlavní predátory mohl patřit například čtyřmetrový tyranosauroid rodu Timurlengia nebo ještě větší karcharodontosaur rodu Ulughbegsaurus. Mezi jeho současníky patřil například také rohatý dinosaurus rodu Turanoceratops.
Fosilní vejce objevená v Číně mohou patřit právě tomuto ornitopodovi.